# 가미 시립 야나세 다카시 기념관

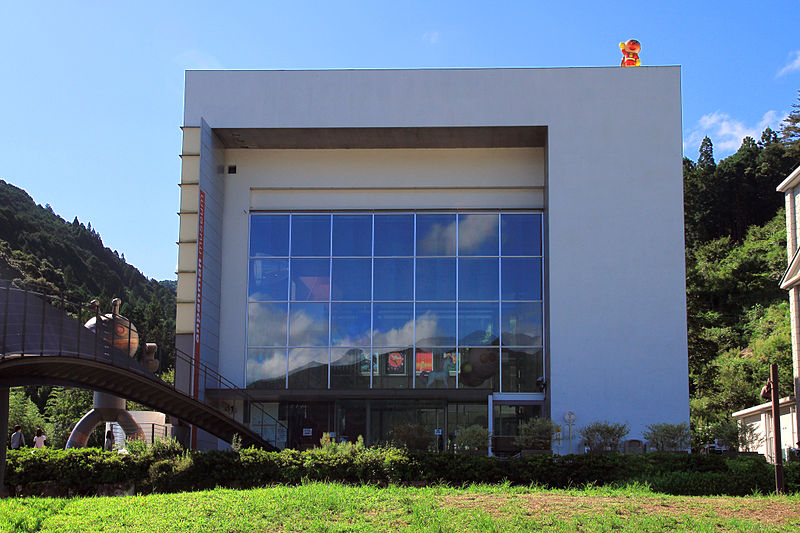

가미 시립 야나세 다카시 기념관(일본어: 香美市立やなせたかし記念館 가미 시리쓰 야나세 다카시 기넨칸[*])은 고치현 가미시에 위치한 야나세 다카시의 미술관이다.

## 개요
야나세 다카시의 출신지인 고치 현 가미 시에서 1996년 7월에 개관했다. 시설은 호빵맨 박물관, 시와 메르헨 그림책관, 야나세 다카시 기념관 별관 및 야나세 다카시 기념관 공원으로 구성된다.